# マラウイの国立公園および保護区の一覧
本稿は、マラウイの国立公園および保護区に関する一覧である。

## 国立公園
- ニイカ国立公園：1965年に設立されたマラウイで最も歴史が古い国立公園である。国立公園として最大の3000km²以上の面積を持つとともに、平均標高が1800mと国立公園として最も高地に位置している。
- カスング国立公園：首都であるリロングウェから北へ165kmの場所に設置されている。2000km²以上の面積があり、マラウイで二番目に大きい国立公園である。
- マラウイ湖国立公園：マラウイ湖に住むユニークな多様性を持つ熱帯魚の保護を目的として、1980年に国立公園として指定された。マラウイ湖にのみ生息する種も数多く存在している。
- リウォンデ国立公園：シーレ川上流域の、ブランタイヤから北へ120kmの距離にある平野に設置されている。
- レングウェ国立公園：ニアラが生息することで知られる国立公園である。マラウイ国内でニアラを見られるのは、こことムワビ野生動物保護区のみである。

## 保護区
- マジェテ動物保護区：マラウイ南西部にあり、面積は691km²である。
- ムワビ野生動物保護区：マラウイで最も小さい保護区で面積は350km²である。この保護区はen:Project African Wilderness（PAW）により2007年に採択された。なお、PAWはマラウイとイギリスを本拠地とする慈善団体である。
- コタコタ動物保護区：マラウイで最古かつ最大の保護区である。
- ヴワザ湿地動物保護区：ニイカ高原の南西部で、南ルクル川の北に位置する保護区である。広さは1000km²。
- ムランジェ山森林保護区：マラウイ南東部にある、1927年設立の保護区である。標高3002mのサピータピーク（Sapitwa Peak）と呼ばれる地点はマラウイ国内で最も標高が高い。
- チョンゴニ森林保護区：マラウイ中部州のデッザ県にある保護区である。保護区内のチョンゴニの岩絵地域が世界遺産として2006年に登録されている。

## 参考資料
- The Africa Guide